# Tete Montoliu
Pour les articles homonymes, voir Tete.
Tete Montoliu, de son vrai nom Vicenç Montoliu i Massana, né le 28 mars 1933 à Barcelone et mort le 24 août 1997 dans la même ville, est un pianiste de jazz espagnol.

## Biographie
Il naît aveugle à Barcelone en 1933, fils unique de Vicenç Montoliu, musicien professionnel, et d'Angela Massana, une admiratrice de jazz qui encourage son fils à étudier le piano. Son grand-père Alfredo Massana et son grand-oncle Santiago Massana ont joué dans les clubs de football RCD Espanyol et FC Barcelone.
Montoliu commence l’apprentissage du piano sous la tutelle d'Enric Mas à l'école pour enfants aveugles qu'il fréquente de 1939 à 1944. De 1946 à 1953, il étudie au conservatoire supérieur de musique de Barcelone, où il rencontre des musiciens de jazz et se familiarise avec l'improvisation.
Durant les premières étapes de sa carrière, il est fortement inspiré par le style d'Art Tatum ; il développe alors un jeu empreint de profondeur et de sensibilité[réf. nécessaire]. Il commence à jouer professionnellement dans les bars de Barcelone ; il y est remarqué en mars 1956 par Lionel Hampton, de passage en Catalogne. Montoliu accompagne Hampton en tournée en Espagne et en France et enregistre avec lui Jazz Flamenco, début d'une prolifique carrière internationale.
Dans les années 1960, il joue à New York et collabore avec Elvin Jones. À partir de 1970, il tourne essentiellement en Europe. Son style tend à se rapprocher du hard bop[réf. nécessaire]. Il donne ensuite des concerts et enregistre avec Dizzy Gillespie, Hank Jones, Ron Carter, Paquito d'Rivera, Niels-Henning Ørsted Pedersen ou Chick Corea.
En 1983, il reçoit la Creu de Sant Jordi, distinction décernée par la Generalitat de Catalogne.
Il meurt à Barcelone en 1997 d'un cancer du poumon.

## Discographie

### Enregistrements commeleader
- 1965 : A Tot Jazz (Concentric)
- 1965 : A Tot Jazz/2 (Concentric)
- 1966 : Tete Montoliu Presenta Elia Fleta (Concentric) avec Elia Fleta
- 1968 : Piano for Nuria (SABA)
- 1969 : Tete Montoliu Interpreta a Serrat (Discophon)
- 1971 : Body & Soul (Enja)
- 1971 : That's All (SteepleChase, 1985)
- 1971 : Lush Life (SteepleChase, 1986)
- 1971 : Songs for Love (Enja, 1974)
- 1971 : Recordando a Line (Discophon)
- 1973 : Temas Latinoamericanos (Ensayo)
- 1974 : Temas Brasileños (Ensayo)
- 1974 : Catalonian Fire (SteepleChase)
- 1974 : Music for Perla (SteepleChase)
- 1974 : Tete! (SteepleChase)
- 1974 : Vampyria (BASF) avec Jordi Sabatés
- 1976 : Tête à Tete (SteepleChase)
- 1976 : Tootie's Tempo (SteepleChase, 1979)
- 1976 : Words of Love (SteepleChase, 1978)
- 1977 : Blues for Myself (Ensayo)
- 1977 : Meditation (Timeless) avec George Coleman
- 1977 : Yellow Dolphin Street (Timeless)
- 1977 : Secret Love (Timeless)
- 1977 : Boleros (Ensayo)
- 1978 : Catalonian Folksongs (Timeless)
- 1979 : Al Palau (Zeleste-Edigsa)
- 1979 : Live at the Keystone Corner (Timeless, 1981)
- 1979 : Lunch in L.A. (Contemporary)
- 1980 : Boston Concert (SteepleChase)
- 1980 : I Wanna Talk About You (SteepleChase)
- 1980 : Catalonian Nights Vol. 1 (SteepleChase, 1981)
- 1980 : Catalonian Nights Vol. 2 (SteepleChase, 1985)
- 1980 : Catalonian Nights Vol. 3 (SteepleChase, 1998)
- 1982 : Face to Face (SteepleChase, 1984) avec Niels-Henning Ørsted Pedersen
- 1984 : Carmina (Jazzizz)
- 1986 : The Music I Like to Play Vol. 1 (Soul Note)
- 1986 : The Music I Like to Play Vol. 2 (Soul Note, 1989)
- 1988 : Orquestra Taller de Músics de Barcelona amb Tete Montoliu (Justine)
- 1989 : New Year's Morning '89 (Fresh Sound) avec Peter King
- 1989 : Sweet 'n Lovely 1 (Fresh Sound, 1991) avec Mundell Lowe
- 1989 : Sweet 'n Lovely 2 (Fresh Sound, 1991) avec Mundell Lowe
- 1990 : The Music I Like to Play Vol. 3 (Soul Note)
- 1990 : The Music I Like to Play Vol. 4 (Soul Note, 1992)
- 1990 : The Man from Barcelona (Timeless)
- 1991 : A Spanish Treasure (Concord Jazz)
- 1992 : Catalonian Rhapsody (Alfa)
- 1992 : Music for Anna (Mas i Mas)
- 1995 : Tete en la Trompetilla: En Vivo (SRP Discos)
- 1995 : Tete Montoliu en El San Juan (Nuevos Medios)
- 1996 : Montoliu Plays Tete (DiscMedi)
- 1996 : T'Estimo Tant (DiscMedi)
- 1997 : Palau de la Musica Catalana (DiscMedi)
- 1997 : Per Sempre Tete (DiscMedi)
- 1997 : Momentos Inolvidables de una Vida (Fresh Sound)
- 2005 : Jazz en España (RTVE)

### Enregistrements commesideman
Avec Anthony Braxton
- In the Tradition (SteepleChase, 1974)
- In the Tradition Volume 2 (SteepleChase, 1974 [1977])

Avec Núria Feliu
- Núria Feliu with Booker Ervin (Edigsa, 1965) avec Booker Ervin

Avec Dexter Gordon
- Cheese Cake (SteepleChase, 1964 [1979])
- King Neptune (SteepleChase, 1964 [1979])
- I Want More (SteepleChase, 1964 [1980])
- Love for Sale (SteepleChase, 1964 [1981])
- It's You or No One (SteepleChase, 1964 [1983])
- Billie's Bounce (SteepleChase, 1964 [1983])
- Bouncin' with Dex (SteepleChase, 1976)

Avec Dusko Goykovich
- After Hours (ou Ten To Two Blues, Enja, 1971)

Avec Eddie Harris
- Steps Up (SteepleChase, 1981)

Avec Rahsaan Roland Kirk
- Kirk in Copenhagen (Mercury, 1963)
- Dog Years in the Fourth Ring (32 Jazz, 1997)

Avec Charlie Mariano
- It's Standard Time Volume 1 (Fresh Sound)
- It's Standard Time Volume 2 (Fresh Sound)

Avec Jordi Sabatés
- Tot l'Enyor de Dema (Edigsa, 1976)

Avec Archie Shepp et Lars Gullin
- The House I Live In (SteepleChase, 1963 [1980])

Avec Buddy Tate
- Tate a Tete (Storyville, 1975)

Avec Lucky Thompson
- Soul's Nite Out (Ensayo, 1969)

Avec Ben Webster
- Ben Webster Meets Don Byas (MPS, 1968) avec Don Byas
- Ben Webster in Hot House (Hot House, 1972 [1979])
- Gentle Ben (Ensayo, 1972)